# Özkan
Özkan är ett populärt turkiskt förnamn och efternamn. Namnets betydelse är "(av) ädelt blod, som har blodsband".

## Personer som bär namnet
- Özkan Hayırlı (född 1984), turkisk volleybollspelare
- Özkan Karabulut (född 1991), turkisk fotbollsspelare
- Özkan Manav (född 1967), turkisk kompositör
- Özkan Murat (född 1957, turk-cypriotisk politiker
- Özkan Uğur (född 1953), turkisk popmusiker

## Efternamn
- Aygül Özkan (född 1971), turkisk-tysk politiker
- Emre Özkan (född 1988), turkisk fotbollsspelare
- Eriş Özkan (född 1981), turkisk fotbollsspelare
- Esra Özkan (född 1996), turkisk fotbollsspelare
- Gabriel Özkan (född 1986), assyrisk-svensk fotbollsspelare
- Hüseyin Özkan (född 1972), rysk-turkisk judoutövare
- Kerem Özkan (född 1988), turkisk basketbollspelare
- Mustafa Özkan (född 1975), turkisk fotbollsspelare
- Ömer Özkan (född 1971), turkisk plastikkirurg
- Serdar Özkan (född 1987), turkisk fotbollsspelare
- Sibel Özkan (född 1988), turkisk tyngdlyftare
- Sinan Özkan (född 1986), turkisk fotbollsspelare
- Yavuz Özkan (född 1937), turkisk fotbollsspelare